# Angela Agostini
Angela Agostini ( 1880 - ? ) fue una botánica, y micóloga italiana, que realizó investigaciones en el "Instituto Botánico" de la Real Universidad de Pavía.

## Algunas publicaciones
- 1926. Alcune nuove Magnoliacee malesi e papuane, con osservazioni storiche e geografiche sulla famiglia.
- 1932. Observations on fungi found in cases of North American Blastomycosis of the skin and lungs. The Journ. of Trop. Med. and Hyg. 35: 266—269

### Libros
- 1929. Sulle alghe perforanti la conchiglia di Ostrea edulis L. del Canale delle Saline di Cagliari. Nº 159 de Memorie Reale Comitato Talassografico Italiano. 14 pp.

- La abreviatura «A.Agostini» se emplea para indicar a Angela Agostini como autoridad en la descripción y clasificación científica de los vegetales.[1]